# Friseur und Perückenmacher
Friseur und Perückenmacher respektive Stylist ist ein Lehrberuf und reglementiertes Gewerbe in Österreich. Die offizielle Bezeichnung lautet Friseur/in und Perückenmacher/in (Stylist/in).

## Systematik
Der Beruf gehört in den Berufsbereich Körper- und Schönheitspflege (AMS/BIS).
Unter der Bezeichnung Friseur/in und Perückenmacher/in als Stammberuf (BIS-Code 570180) werden die Berufe Friseur/in (570108), Damen- und Herrenfriseur/in (570101), Herren- und Damenfriseur/in (570103), Damenfriseur/in (570102), Herrenfriseur/in (570104), Friseurmeister/in (570109), Friseurhilfskraft (m./w.) (575101), Perückenmacher/in (570106), Tressierer/in (570107), Knüpfer/in (575102) zusammengefasst.
Synonyme Bezeichnungen sind CoiffeurIn (auch: Coiffeuse), HaarstylistIn, StylistIn, in Schreibweisen auch FrisörIn respektive Friseuse. Englische Bezeichnung ist Hairdresser and wigmaker (stylist).
Entsprechung der internationalen ISCO ist 5141 Friseure.

## Berufsbild
Unter Stylist werden heute die klassischen Lehrberufe Friseur und die Perückenmacherei mit Haut- und Nagelpflege sowie der dekorativen Kosmetik (Schminken: Make-up und das Färben und Formen von Augenbrauen und Wimpern) zusammengefasst.
Anforderungen sind allgemein Freundlichkeit, gutes Auftreten, insbesondere gepflegtes Äußeres und Modebewusstsein, sowie Handgeschicklichkeit und Fingerfertigkeit, eine gestalterische Grundfähigkeit, wie auch Kontaktfähigkeit, Sprachfertigkeit und Selbständigkeit in der Betreuung der Kunden. Außerdem ist eine gewisse Unempfindlichkeit der Haut Voraussetzung, da man mit zahlreichen chemischen Präparaten in Kontakt kommt (Belastung durch hautschädigende Stoffe). Eine weitere Unannehmlichkeit ist ständiges Stehen.
Ein verwandter Lehrberuf ist Kosmetiker/in (2-jährige Lehre, ohne Lehrabschlussprüfungs-Ersatz).

## Ausbildung
Die Lehrzeit beträgt 3 Jahre. 
Die Ausbildung umfasst neben allgemeiner beruflicher Ausbildung die einschlägige Warenkunde (mit Grundkenntnissen in Biologie, Chemie, Physik und Farblehre) einschließlich medizinischer Grundkenntnisse der Haare, der Haut und Nägel und deren Reinigung, Werkzeugkunde (Handhaben, Instandhalten, Lagerung, Desinfektion), alle diesbezüglichen Sicherheitsvorschriften, wie auch Beratungs- und Verkaufsgesprächsführung, insbesondere Farb- und Stilberatung. Die praktische Ausbildung umfasst dann Haarewaschen, Kopfmassage, Haarschneiden, Frisurenlegen, Haarfärben (einschließlich Augenbrauen- und Wimpernfärben), Rasieren und Bartpflege, Nagelpflege, Grundkenntnisse im Schminken, wie auch Anfertigen, Reinigen, Pflegen und Frisieren von Perücken und Haarersatzteilen (Toupets) sowie das Haareinknüpfen (Extensions u. ä., Haarverlängerung und -verdichtung).
Es gibt zahlreiche Zusatzausbildungen (etwa Körper- und Schönheitspflege und Outfit, Mode, Stilberatung z. B. WIFI, bfi und diverse andere Anbietern), insbesondere die zum Friseurmeister (Meisterprüfung), mit der Möglichkeit, Geschäftsführer zu werden oder sich selbstständig zu machen. Eine folgende Spezialisierung in das Teilgewerbe Modellieren von Fingernägeln (Nagelstudio, Fingernageldesigner/in) ist ebenfalls möglich. Maskenbildnerei im engeren Sinne wird zwar behandelt, erfordert für Tätigkeiten bei Theater und Film aber eine entsprechende Zusatzausbildung.
Einschlägige Berufsschulen gibt es in allen Bundesländern.
Ausbildungszeit sowie Aus- und Weiterbildungsvolumen sind über die zu § 7 Berufsausbildungsgesetz genannte Ausbildungsordnung geregelt. Diese wurde jüngst (2014) neu gestaltet.
Im Schuljahr 2015/16 startet eine Höhere Lehranstalt für Hairstyling, Visagistik und Maskenbildnerei an der Modeschule Hallein (HBLA), als erste solche Schulform in Österreich.

## Selbstständigkeit
Friseur und Perückenmacher (Stylist) ist ein Handwerksberuf, und ein reglementiertes Gewerbe, das heißt, für die Gewerbeanmeldung muss der Befähigungsnachweis erbracht werden.
Standesvertretung ist die Bundesinnung der Friseure.

## Arbeitsmarkt
Obwohl dieser Lehrberuf grundsätzlich Frauen und Männern gleichermaßen offensteht, gilt er als „typischer Frauenberuf“. 2009 wählten 70 % aller weiblichen Lehrlinge einen aus nur 10 Berufen, und dabei war Friseurin mit einem Anteil von 12 % der dritt-beliebteste (nach Einzelhandelskauffrau 24 %, Bürokauffrau 12,5 %). Dieser eingeschränkte Berufswunsch in eher schlecht bezahlte Berufe trägt zur Gender-Gehaltsschere deutlich bei.

## Rechtsquellen
1. ↑  Verordnung des Bundesministers für Wissenschaft, Forschung und Wirtschaft über die Berufsausbildung im Lehrberuf Friseur/in und Perückenmacher/in (Stylist/in) (Friseur/in und Perückenmacher/in (Stylist/in)-Ausbildungsordnung). StF: BGBl. II Nr. 135/2014 (ris.bka) – ersetzt BGBl. II Nr. 453/2004.
2. ↑  Verordnung des Bundesministers für Wirtschaft und Arbeit über die Zugangsvoraussetzungen für das Handwerk der Friseure und Perückenmacher (Stylist) (Friseure- und Perückenmacher-Verordnung). StF: BGBl. II Nr. 47/2003.